# Atletismo nos Jogos Pan-Americanos de 2023 - Maratona feminina
A competição de maratona feminina do atletismo nos Jogos Pan-Americanos de 2023 foi disputada em 22 de outubro nas ruas de Santiago, no Chile. No total, competiram 12 atletas de 8 Comitês Olímpicos Nacionais (CON).

## Calendário
Horário local (UTC-4).
| Data          | Horário | Fase  |
| ------------- | ------- | ----- |
| 22 de outubro | 07:15   | Final |

## Medalhistas
| Ouro   | MEX Citlali Cristian  |
| Prata  | ARG Florencia Borelli |
| Bronze | PER Gladys Tejeda     |

## Recordes
Antes desta competição, os recordes mundiais e dos Jogos Pan-Americanos da prova eram os seguintes:
| Tipo                             | Atleta        | Tempo   | Local  | Data                   |
| -------------------------------- | ------------- | ------- | ------ | ---------------------- |
|                                  | Tigst Assefa  | 2:11:53 | Berlim | 24 de setembro de 2023 |
| Recorde dos Jogos Pan-Americanos | Gladys Tejeda | 2:30:55 | Lima   | 27 de julho de 2019    |

## Resultado
Estes foram os resultados:
| Pos. | Atleta               | Nacionalidade  | Tempo   | Diferença | Notas                            |
| ---- | -------------------- | -------------- | ------- | --------- | -------------------------------- |
| 01 ! | Citlali Cristian     | MEX México     | 2:27:12 | —         | Recorde dos Jogos Pan-Americanos |
| 02 ! | Florencia Borelli    | ARG Argentina  | 2:27:29 | +0:17     |                                  |
| 03 ! | Gladys Tejeda        | PER Peru       | 2:30:39 | +3:27     | Recorde da temporada             |
| 4    | Aydee Loayza         | PER Peru       | 2:30:55 | +3:43     |                                  |
| 5    | Rosa Chacha          | ECU Equador    | 2:31:01 | +3:49     |                                  |
| 6    | Risper Biyaki        | MEX México     | 2:32:13 | +5:01     |                                  |
| 7    | Giselle Alvarez      | CHI Chile      | 2:37:21 | +10:09    |                                  |
| 8    | Valdilene Dos Santos | BRA Brasil     | 2:38:40 | +11:28    |                                  |
| 9    | Andreia Hessel       | BRA Brasil     | 2:39:53 | +12:41    | Recorde da temporada             |
| 10   | Danica Kusanovic     | CHI Chile      | 2:42:31 | +15:19    | Recorde pessoal                  |
| 11   | Beverly Ramos        | PUR Porto Rico | 2:46:22 | +19:10    |                                  |
| 12   | Fatima Romero        | PAR Paraguai   | 2:56:56 | +29:44    |                                  |

Legenda
| Recorde mundial                  | Recorde mundial (World record)               |                       | Recorde africano                      | Recorde africano (African) |                                           | Q | Classificado por posição (Qualified) |
| Recorde dos Jogos Pan-Americanos | Recorde pan-americano (Pan-American record)  | Recorde da América    | Recorde da América (Americas)         | q                          | Classificado por melhor tempo (Qualified) |   |                                      |
| Melhor marca do ano              | Melhor marca do ano (World leading)          | Recorde asiático      | Recorde asiático (Asian)              | DNS                        | Não largou (Did not start)                |   |                                      |
| Recorde nacional                 | Recorde nacional (National record)           | Recorde europeu       | Recorde europeu (European)            | DNF                        | Não terminou (Did not finish)             |   |                                      |
| Recorde pessoal                  | Recorde pessoal do atleta (Personal best)    | Recorde da Oceania    | Recorde da Oceania (Oceania)          | DSQ / DQ                   | Desclassificado (Disqualified)            |   |                                      |
| Recorde da temporada             | Recorde da temporada do atleta (Season best) | Recorde sul-americano | Recorde sul-americano (South America) | NM                         | Sem marca (No mark)                       |   |                                      |